# Ingerophrynus kumquat
Espèce
Synonymes
- Bufo kumquat Das & Lim, 2001

Statut de conservation UICN

 EN B1ab(iii) : En danger
Ingerophrynus kumquat est une espèce d'amphibiens de la famille des Bufonidae.

## Répartition
Cette espèce est endémique du Selangor en Malaisie péninsulaire. Elle se rencontre dans le Sabak Bernam.

## Description
Le mâle mesure 27,5 mm et la femelle 39,7 mm.

## Publication originale
- Das & Lim, 2001 : A new Bufo (Anura: Bufonidae) from the peat swamps of Selangor, West Malaysia. Raffles Bulletin of Zoology, vol. 49, no 1, p. 1-6 (texte intégral).